# Vanchinbalyn Injinash
Vanchinbalyn Injinash, em mongol Ванчинбалын Инжинаш (1837 — 1892) foi um autor da Mongólia do século XIX. 
Seus versos, histórias e novelas são distinguidos pelas suas marcações de sentimentos cívicos e forte críticas sociais. Хөх судар (Khökh Sudar--A Crônica Azul), uma história em novela, é, talvez, um dos seus maiores trabalhos conhecidos. A novela fala sobre os eventos do século XIII, e levantou a humanística e os profundos ideais do patriotismo.
Em outro de seus importantes trabalhos, Нэгэн давхар асар (Negen Davkhar Asar --Um Andar do Pavilhão), uma novela social de duas partes, ele descreve a vida no sul da Mongólia, e o trágico fato da população jovem sob a opressão Manchu e suas lutas por dignidade humana.

## Trabalhos
- Хөх судар ("A Crônica Azul")
- Улаанаа Уйлах танхим
- Нэгэн Давхар Асар ("Um Andar do Pavilhão")